# 国上寺
国上寺（こくじょうじ）は、新潟県燕市にある真言宗豊山派の寺院。

## 歴史
709年（和銅2年）、泰澄によって開山された。弥彦神社から神託があり、泰澄が創建したものという。泰澄は修験道の僧侶であり、修験道の寺院であったが、その後、法相宗、天台宗、真言宗醍醐派へと変わり、最終的には真言宗豊山派となっている。
平安時代末期、源義経が奥州藤原氏を頼って奥州に逃れる途中、当寺に一時身を隠していたという伝説がある。戦国時代、上杉謙信が七堂伽藍として整備したが、後に兵火で焼失している。江戸時代中期になり萬元によって中興された。

## 五合庵

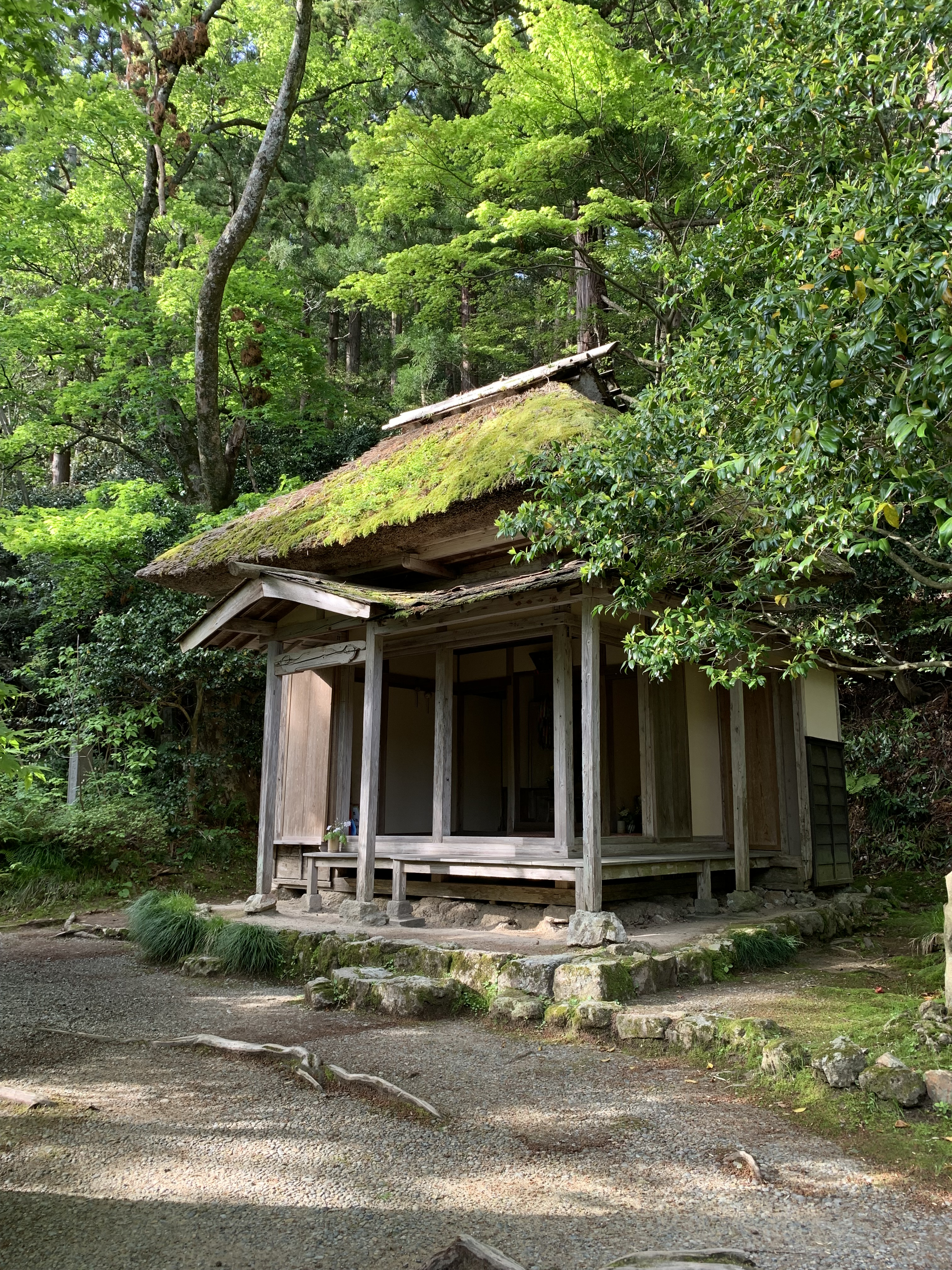
五合庵

当寺には「五合庵」と呼ばれる草庵がある。この庵は当寺を再建した萬元の住居として建てられたものである。名称の由来は、萬元が1日5合の米を寺より支給されていたことによる。後に良寛が移り住んだことで有名になった。

## 文化財
- 木造千手観音菩薩立像（新潟県指定文化財 平成23年3月22日指定）[4]
- 良寛修業地（新潟県指定史跡 平成23年3月22日指定）[4]
- 国上山のブナ林（新潟県指定天然記念物 平成5年3月30日指定）[4]
- 湖月抄（燕市指定文化財 昭和52年9月27日指定）[5]
- 紺紙金泥の写経（燕市指定文化財 昭和52年9月27日指定）[5]
- 国上寺本堂附境内地（燕市指定文化財 昭和53年5月15日指定）[5]
- 鰐口（燕市指定文化財 昭和53年5月15日指定）[5]
- 梵鐘（燕市指定文化財 昭和54年7月30日指定）[5]
- 宝篋印陀羅尼塔（燕市指定文化財 昭和59年3月27日指定）[5]
- 珠洲系陶質土器（燕市指定文化財 昭和59年3月27日指定）[5]
- 萬元上人墓碑（燕市指定文化財 昭和59年3月27日指定）[5]
- 夕ぐれの岡（燕市指定史跡 昭和59年3月27日指定）[5]

## 交通アクセス
- 粟生津駅より車15分。